# إدوين باكر (أستاذ جامعي)
إدوين باكر (بالهولندية: Edwin Bakker)‏ هو جغرافي هولندي، ولد في 20 أكتوبر 1967 في لايدن في هولندا.